# Physaria rectipes
Physaria rectipes là một loài thực vật có hoa trong họ Cải. Loài này được (Wooton & Standl.) O'Kane & Al-Shehbaz mô tả khoa học đầu tiên năm 2002.